# Ubåtsklass Typ XXIII
Ubåtsklass Typ XXIII var de första så kallade "elektrobåtarna" som togs i drift. De var små kustubåtar som var utformade för att operera i de grunda vattnen i Nordsjön, Svarta havet och Medelhavet, där större elektrobåtar av Typ XXI hade svårt att verka under andra världskriget. De var så små att de endast kunde bära två torpeder, som måste laddas externt. Liksom den betydligt större Typ XXI-klassen kunde de förbli i U-läge nästan hela tiden och var snabbare än konventionella ubåtar, tack vare den förbättrade strömlinjeformningen, batterier med större kapacitet och snorkeln, som gjorde det möjligt att använda dieselmotorerna när de var under vattenytan. U-båtarna av Typ XXI och XXIII revolutionerade efterkrigstidens ubåtsdesigner. Nästan tusen båtar av Typ XXIII projekterades mot slutet av andra världskriget, men de flesta av dessa avbeställdes, skrotades i ofullständigt skick eller fanns bara på papper.

## Bakgrund
När utvecklingen av Typ XXI inleddes i slutet av 1942 föreslogs det att man samtidigt skulle utveckla en mindre version med samma avancerade teknik för att ersätta kustubåten Typ II. Amiral Karl Dönitz lade till två krav: eftersom båten skulle operera i Medelhavet och Svarta havet måste den kunna transporteras med järnväg och den måste använda standardtorpedtuber på 53,3 cm.
Utvecklingen av Typ XXIII gavs hög prioritet, med tonvikt på att använda befintliga komponenter i så stor utsträckning som möjligt. För att minska utvecklingstiden utformade Hellmuth Walter den nya ubåten utifrån den tidigare prototypen av Typ XXII. Den 30 juni 1943 var designen klar och byggandet inleddes parallellt på flera varv i Tyskland, Frankrike, Italien och det tyskockuperade Ukraina. Huvudentreprenör var Deutsche Werft i Hamburg.
Liksom Typ XXI var det tänkt att Typ XXIII skulle byggas i sektioner, där olika moduler tillverkades av olika underleverantörer. Vissa skulle monteras på utländska varv, däribland U 2446 till U 2460 på Deutsche Werfts varv i Mykolajiv i södra Ukraina. Dessa omfördelades till Linzner-varvet 1 maj 1944 och avbröts därefter. I slutändan innebar omständigheterna att byggandet koncentrerades till Germaniawerft i Kiel och Deutsche Werft i Hamburg, Germaniawerft byggde 51 och Deutsche Werft 49. Av de 280 beställda ubåtarna togs endast 61 i tjänst, och endast 6 genomförde någonsin en faktisk patrull.

## Beskrivning
Typ XXIII hade ett svetsat enkelskrov, den första ubåten med en sådan konstruktion. Den hade ett helt strömlinjeformat yttre och förutom det relativt lilla tornet och en kåpa som rymde dieselavgasljuddämparen, hade den ett obehindrat övre däck.
Ubåten drevs av en enda trebladig propeller och styrdes av ett enda roder. Liksom för Typ XXI användes den nedre delen av det åttaformade skrovet för att hysa ett stort 62-cellsbatteri.
För att båten skulle kunna transporteras med järnväg måste skrovsektionerna begränsas i storlek för att passa standardlastprofilen. För transporten togs bryggan bort innan skrovet delades i fyra delar. På grund av utrymmesbegränsningarna måste den främre bogsektionen göras så kort som möjligt, vilket innebar att endast två torpedtuber kunde monteras och att inga torpeder kunde medföras. Torpederna laddades genom att man lade ballast på ubåten i aktern så att fören lyftes upp ur vattnet och torpederna kunde laddas direkt i sina tuber från en pråm. Typ XXIII visade sig ha utmärkt sjövärdighet och var mycket manövrerbar både på ytan och under vattnet. Dess maximala dyktid var 9 sekunder och dess maximala dykdjup var 180 meter. Under vattnet var hastigheten 12,5 knop (23 km/h) och vid ytan var hastigheten 9 kn (17 km/h). En hastighet under vattnet på 10,5 knop (19 km/h) kunde uppnås med snorkelanvändning.

## Konstruktion
De första fyrtionio båtarna (U 2321 till U 2331 och U 2334 till U 2371) beställdes från Deutsche Werft i Hamburg, medan två (U 2332 och U 2333) beställdes från Friedrich Krupp Germaniawerfts varv i Kiel. Ytterligare 29 båtar (U 2372 till U 2400) beställdes från Deutsche Werfts under kriget ockuperade varv i Toulon, men de första nio av dessa skrotades innan de färdigställdes och de övriga påbörjades aldrig.
Ytterligare sextio beställdes för att byggas av företaget på andra varv i ockuperade länder - trettio i Genua (U 2401 till U 2430), femton i Monfalcone (U 2431 till U 2445) och ytterligare femton i Mykolajiv och Linz (U 2446 till U 2460), där ytterligare fyrtio (U 2461 till U 2500) planerades men aldrig beställdes. Alla dessa avbröts och hann aldrig påbörjas.
Ytterligare 800 båtar skulle byggas av Deutsche Werft - 500 i Hamburg (U 4001 till U 4500), varav de första 120 beställdes och påbörjades, men skrotades sedan som ofullständiga, medan de andra avbröts och aldrig påbörjades, och 300 i Kiel (U 4701 till U 5000), där elva (U 4701 till U 4712, exklusive U 4708) faktiskt byggdes (beställningar på U 4713 till U 4891 avbröts, medan U 4892 till U 5000 endast var planerade).
Den första Typ XXIII ubåten, U 2321, sjösattes av Deutsche Werft i Hamburg 17 april 1944. Den var en av sex XXIII:or som var på patrull runt de brittiska öarna i början av 1945. Fyrtioåtta andra följde från Deutsche Werft och fjorton från Germaniawerft i Kiel. U 4712 var den sista som sjösattes den 1 mars 1945.

## Tjänstgöring
Ingen av de sex operativa Typ XXIII ubåtarna - U 2321, U 2322, U 2324, U 2326, U 2329 och U 2336 - sänktes av de allierades fartyg, men de sänkte fyra fartyg med sammanlagt 7 392 bruttoregisterton (BRT).
Den första patrullen med en Typ XXIII påbörjades sent under kriget när U-2324 seglade från Kiel 18 januari 1945. Trots att hon skulle överleva kriget sänkte hon inga fientliga fartyg. Den första Typ XXIII som uppnådde framgång i strid var U-2322, som kommenderades av "Oberleutnant zur See" Fridtjof Heckel. Hon seglade från en norsk bas 6 februari 1945, mötte en konvoj utanför Berwick, Northumberland, och sänkte kustfararen Egholm 25 februari. U-2321, som opererade från samma bas, sänkte kustfararen Gasray 5 april 1945 utanför St Abbs Head. U-2336, under befäl av Kapitänleutnant Emil Klusmeier, sänkte senare de sista allierade fartygen som förlorades i den europeiska skådeplatsen den 7 maj 1945, när hon torpederade och sänkte handelsfartygen Sneland I och Avondale Park utanför Isle of May i Firth of Forth.
Sneland I och Avondale Park sänktes runt 23:03, mindre än en timme före den officiella tyska kapitulationen, och Avondale Park var det sista handelsfartyg som sänktes av en ubåt. Vid tidpunkten ansågs det att Kapitänleutnant Klusmeier, som var på sin första patrull, medvetet hade ignorerat Dönitz order om eldupphör; Klusmeier hävdade dock att han aldrig hade fått ordern.

## Förluster
Sju Typ XXIII gick förlorade av olika orsaker.
- U 2323 sänktes av en sjömina 26 juli 1944.
- U 2331 gick förlorad i en träningsolycka 10 oktober 1944.
- U 2338 sänktes av brittiska Beaufighter-flygplan som dödade 12 besättningsmän och sänkte båten ostnordost om Fredericia i Danmark 4 maj 1945.
- U 2342 gick på en mina och sänktes 26 december 1944.
- U 2344 rammades och sänktes av misstag av U 2336 den 18 februari 1945.
- U 2359 sänktes av ett allierat flygplan 2 maj 1945.
- U 2367 rammades och sänktes av misstag av en oidentifierad ubåt den 5 maj 1945.

I början av maj 1945 sänktes 31 XXIII:or av sina besättningar. 20 kapitulerade till de allierade och sänktes i Operation Deadlight. Endast tre - U 2326 (senare den brittiska ubåten N35), U 2353 (senare brittisk ubåt N31, sedan sovjetisk ubåt M-51) och U 4706 (senare norsk ubåt Knerter) - överlevde kriget.

## Efterkrigstiden
En Typ XXIII tilldelades Sovjetunionen i enlighet med Potsdamöverenskommelsen, och en andra individ rapporterades ha bärgats 1948.
1956 bärgade Bundesmarine två båtar av Typ XXIII-klass, U 2365 (som sänkts i Kattegatt 1945) och U 2367 (som sjönk nära Schleimünde efter en kollision med en annan ubåt), och återinförde dem som U-Hai och U-Hecht, med flaggnummer S 170 respektive S 171.U-Hai sjönk i en storm utanför Doggers Bankar i september 1966 och tog 19 av sina 20 besättningsmän med sig. Förlusten av henne är den största maritima katastrof som den tyska flottan har drabbats av efter andra världskriget. Erfarenheterna från de två åter i bruk tagna ubåtarna ledde till att ubåtsklassen Typ 206 byggdes, som användes ända fram till 2011.